# Никольская, Лидия Ивановна
Лидия Ивановна Нико́льская (род. 1952, Свердловск, СССР) — артистка оперы (сопрано), заслуженная артистка Российской Федерации (2000).

## Биография
Родилась в 1952 году в Свердловске в семье служащих, в детстве занималась в художественной самодеятельности, в 1972 году окончила дирижерско-хоровое и вокальное отделение Казанского музыкального училища, в 1977 году — Московскую консерваторию (классы сольного пения Г. П. Вишневской, затем В. Ф. Рождественской). В середине 1990-х совершенствовалась в мастер-классе Вишневской. В 1977-79 гг. — солистка Ленинградского театра оперы и балета, в 1979-87 гг. — Воронежского театра оперы и балета. За восемь лет в Воронежском театре подготовила и спела весь сопрановый репертуар: Иоланта и Лиза, Мария и Татьяна в опере П. И. Чайковского, Ярославна в «Князе Игоре» А. П. Бородина, Елизавета в «Дон Карлосе» и Аида Дж. Верди, Маргарита в «Фаусте» Ш. Гуно, Тоска Дж. Пуччини и многие другие партии. В 1987-93 гг. и с 1999 года — солистка Московской филармонии. В 1993-98 гг. — солистка Большого театра.
В 2005 году на фестивале в Савонлинне выступила с программой из русских романсов в дуэте с мужем Г. А. Никольским. Участвовала в российских музыкальных фестивалях. Гастролировала за рубежом — в Польше, Италии, Германии, Чехословакии, Венгрии, Финляндии. С 2005 года — директор и педагог Центра детского оперного искусства Глеба, Лидии и Ирины Никольских. В Центре преподавали вокал, нотную грамоту, сольфеджио, фортепиано, гитару, арфу, хореографию, актёрское мастерство и хор, ставили оперные спектакли.
Преподаватель вокала и член жюри конкурса «Голос. Преодоление» в реабилитационном центре «Преодоление». Этот конкурс открывает таланты среди людей с инвалидностью.
Имеет звание заслуженной артистки Российской Федерации с 18 ноября 2000 года.

## Оперные партии
- Иоланта — «Иоланта» П. И. Чайковского
- Лиза — «Пиковая дама» П. И. Чайковского
- Мария — «Мазепа» П. И. Чайковского
- Татьяна — «Евгений Онегин» П. И. Чайковского
- Ярославна — «Князь Игорь» А. П. Бородина
- Елизавета — «Дон Карлос» Дж. Верди
- Аида — «Аида» Дж. Верди
- Маргарита — «Фауст» Ш. Гуно
- Тоска — «Тоска» Дж. Пуччини
- Сусанна — «Хованщина» М. П. Мусоргского